# Švýcarská kuchyně
Švýcarská kuchyně vychází z tradic Švýcarska, byla ale ovlivněna také francouzskou, německou a italskou kuchyní. Používá obvykle suroviny, které byly dostupné švýcarským farmářům, tedy hlavně různé sýry a brambory. Používá se také maso nebo ryby (pstruzi, siveni). Ve světě je švýcarská kuchyně známá především vlivem švýcarské čokolády, müsli a rozšířením fondue.
Švýcarsko je hornatá země rozdělená na kantony. V každé kantonu jsou hrdí na své regionální speciality a stravovací návyky, které tam vznikaly během vývoje, často velmi izolovaného. Přesto najdeme i národní jídla s výbornou kvalitou danou čistou přírodou.

## Suroviny
Švýcarská kuchyně je jednoduchá a výživná. Je hodně založená na bramborách, sýrech a uzeninách. Není tak pestrá jako například francouzská kuchyně, ale postupně přebírá to nejlepší z okolní gastronomie.
Maso je velmi oblíbené, a protože se v minulosti muselo uchovat na delší čas, sušilo se. Příkladem může být sušené hovězí maso Bünder Fleisch, které se nejprve marinuje ve slaném nálevu a bylinkách, pak se suší. Ryby se používají především sladkovodní - pstruzi, lipani, okouni, siveni nebo štiky. Jsou oblíbenou pochoutkou především v okolí Ženevského jezera. V podzimní nabídce najdete i zvěřinu, jako je kamzík nebo jelen.
Uzeniny jsou národním jídlem Švýcarska a vzniklo zde mnoho specialit. Oblíbený je klobásový salát Cervelatsalat nebo vepřový párek Schublig. Uzeniny jsou často podávané na mísách, známá je bernská nebo waliská mísa. Ty mimo jiné obsahují klobásky, žebírka, sušené hovězí nebo slaninu.
Dalšími typickými surovinami jsou kravské mléko a sýry. Nejproslulejším sýrem je Emmentall, polotuhý Appenzeller nebo Gruyere, slanější s ořechovou příchutí. Švýcarská kuchyně je přímo založena na mléčných produktech, proto sýr, mléko, smetana, máslo a jogurt nesmí chybět v žádném pokrmu. Právě ve Švýcarsku vznikl fenomén zvaný sýrové fondue. Další sýrové jídlo raclette je sýrový bochník, který se přiloží k ohni a jak sýr postupně odtává, shrnuje se raclé na talíř.

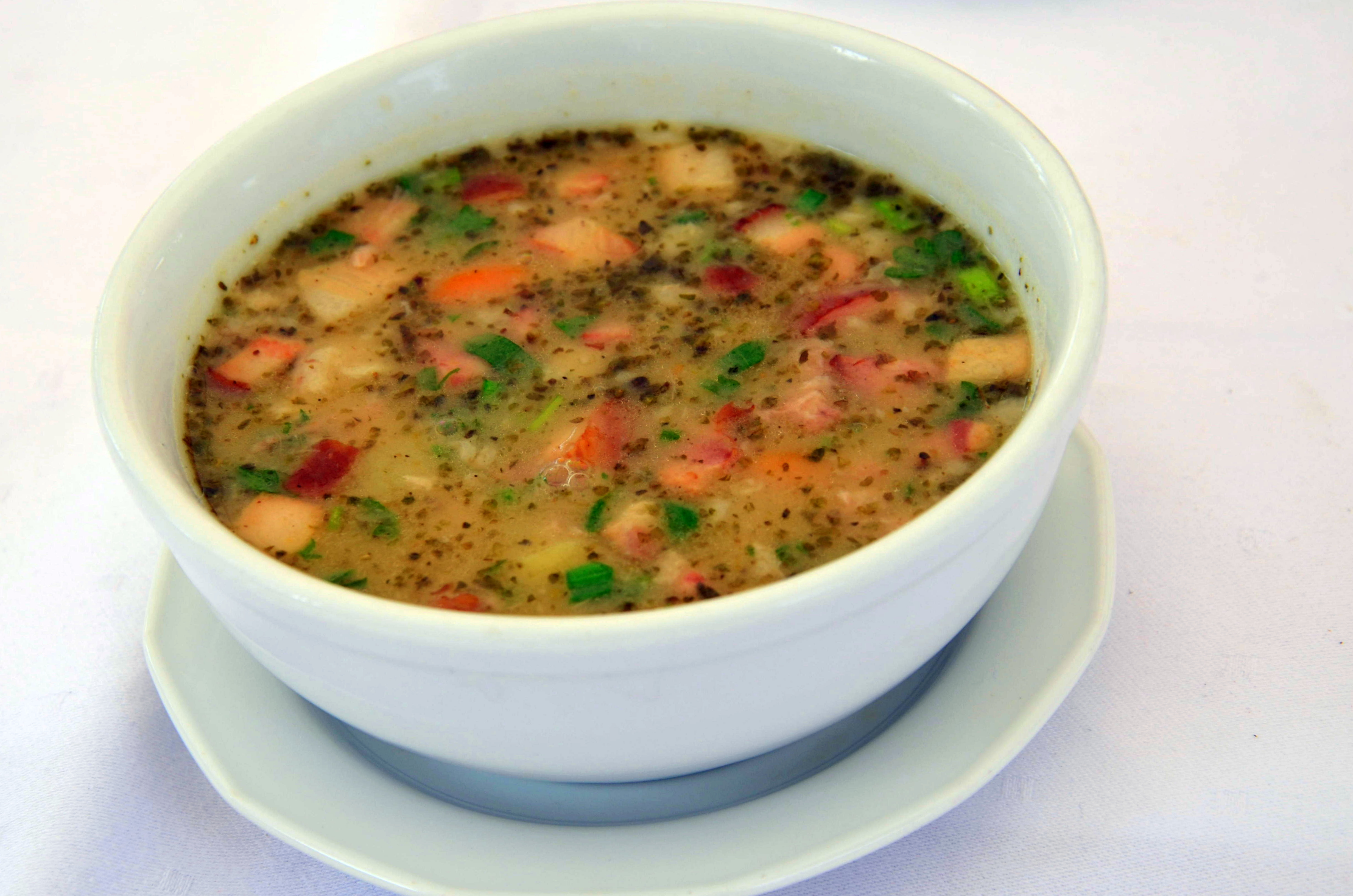
Basler Mehlsuppe

## Pokrmy

### Polévky
- Fribourská Alphuttensuppe, mléčná polévka se zeleninou
- Bernská Maritsuppe, polévka z brambor a hrachu
- Basler Mehlsuppe, hutná polévka podávaná v Basileji
- Ticinská Busecca, dršťková polévka

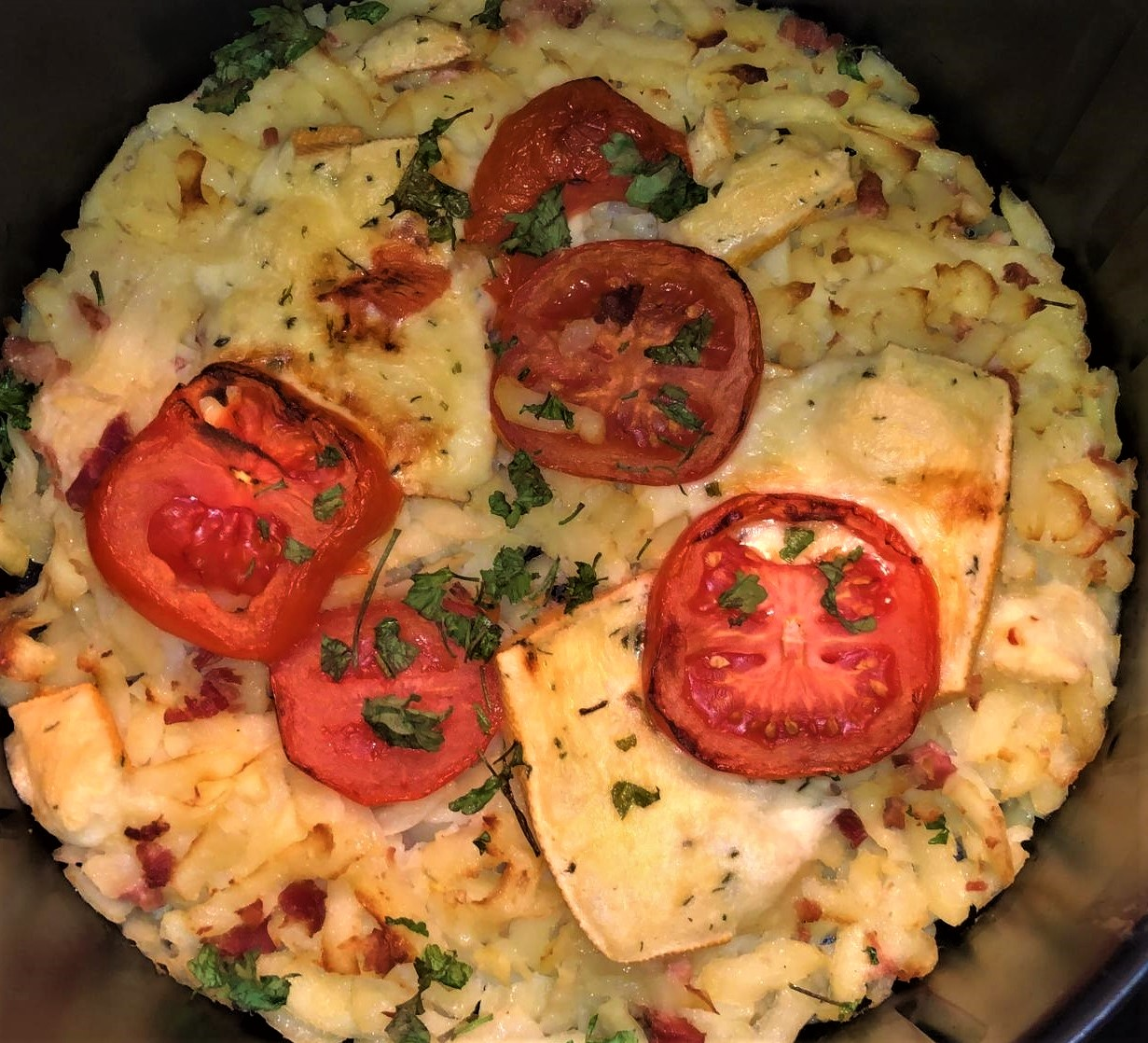
Rösti s rajčaty a sýrem

### Hlavní jídla

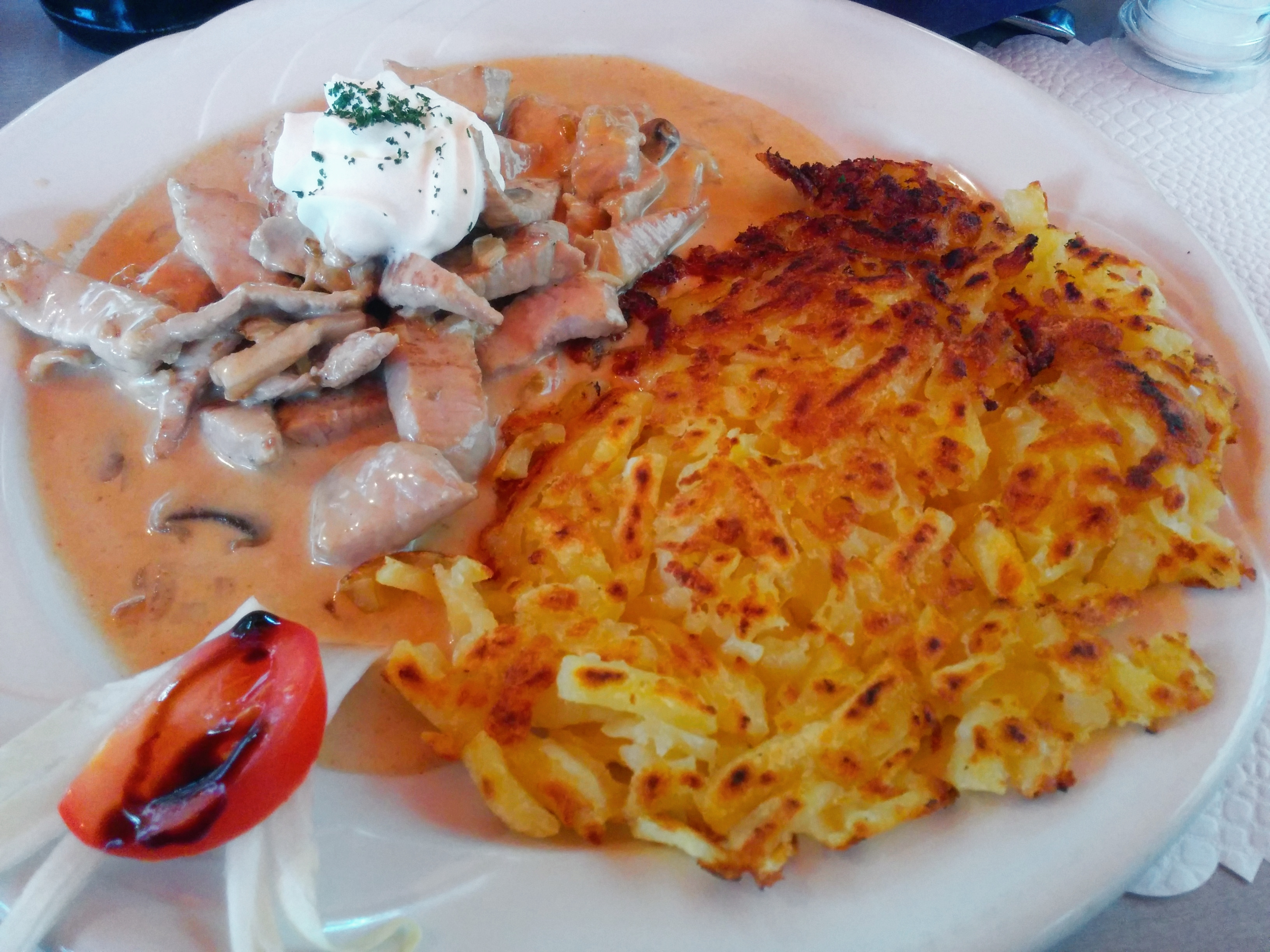
Zürcher Geschnetzeltes a rösti

- Rösti, röschti, též oferoti nebo züri gschnätzlets, smažené bramborové placky podobné bramborákům. Na povrchu se rozpustí sýr.[1]
- Raclette, grilovaný sýr s bramborami vařenými ve slupce, okurkou cibulí a bílým vínem
- Zürcher Geschnetzeltes (telecí po curyšsku), pokrm z telecího masa podávaný s omáčkou z vína a smetany
- Graubünden nebo Bünder Fleisch, marinované sušené hovězí maso
- Älplermagronen, makaróny se slaninou, cibulí, bramborami a sýrem
- Schabzieger, bramborové nočky zapečené se sýrem
- Ticino, rizoto s cibulí, houbami a sýrem
- Aargau, telecí nožičky se švestkami
- Schaffhausen, cibulový koláč Bölletunne
- Spätzli nebo Knöpfli, kuličky vařeného těsta pokapané máslem
- Bernerteller nebo Bernerplatte, talíř studeného i teplého masa (vepřové jitrničky, slanina, různé druhy šunky, uzené vepřové, koleno a hovězí jazyk). Podává se s fazolemi a kyselým zelím.
- Käseschnitten, opékaný sýr na topince
- Birnbrot, hruškový chléb

### Sýry
Švýcarské sýry mají dlouhou tradici a připravuje se jich zde přes 450 druhů, obvykle z kravského mléka. Mezi nejznámější švýcarské sýry patří:
- Emmentall, Ementál, sýr s typickými dutinami. Pochází z údolí Emme v kantonu Bern.
- Appenzeller, polotuhý sýr
- Gruyère, slanější s ořechovou příchutíFondue
- Raclette, polotvrdý slaný sýr

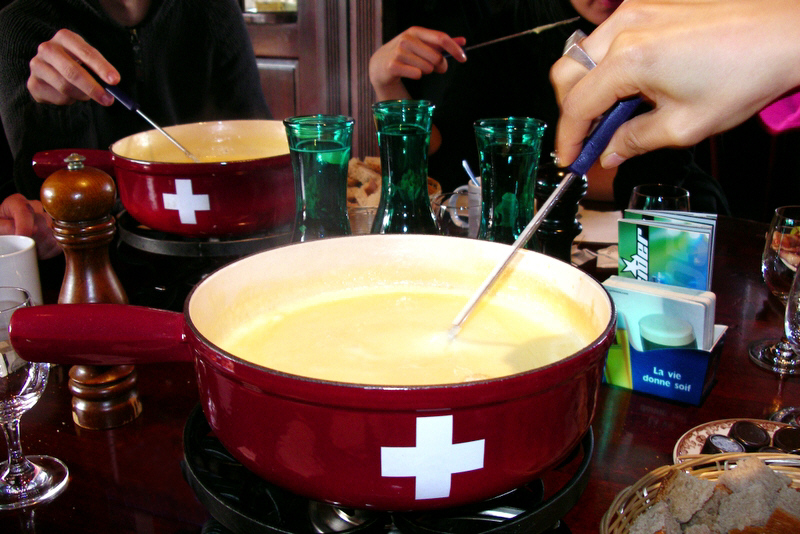
Fondue

- Tête de Moine, polotvrdý sýr. Zraje nejméně dva a půl měsíce na smrkovém dřevě
- Schweizer Tilsiter, švýcarská chráněná značka, varianta tylžského sýra

## Fondue
Fondue je jedním z nejznámějších pokrmů ze švýcarské kuchyně. Pokrm je připravován ve speciálním hrnci z kameniny (caquelon), ve kterém se nachází v bílém víně rozpuštěný sýr, ochucený pepřem, česnekem a muškátem, malým množstvím třešňové pálenky, vše dle potřeby zahuštěno (bramborovým) škrobem. Během stolování se kameninová nádoba nachází uprostřed stolu nad malým lihovým hořákem. Do rozpuštěného sýra se poté speciální vidličkou namáčejí kousky chleba nebo bagety. Na fondue se používá více druhů sýra, mezi nejpopulárnější patří ementál, gruyère nebo appenzeller.
Fondue se ze Švýcarska rozšířilo do mnoha částí světa, kde vznikly další verze tohoto pokrmu, například fondue z čokolády.

## Sladká jídla
Čokoláda, vyrábí se zde už od 19. století, jedna z nejznámějších švýcarských firem vyrábějících čokoládu je Nestlé. Připravuje se zde mnoho druhů velmi kvalitní čokolády a byla zde vynalezena bílá čokoláda a mléčná čokoláda. Z čokolády se připravuje populární švýcarský nápoj zvaný Ovomaltina.
- Müsli, ovesné vločky a ovoce, obvykle podávané jako snídaně s jogurtem. Vynalezli je právě ve Švýcarsku.  Bündner Nusstorte

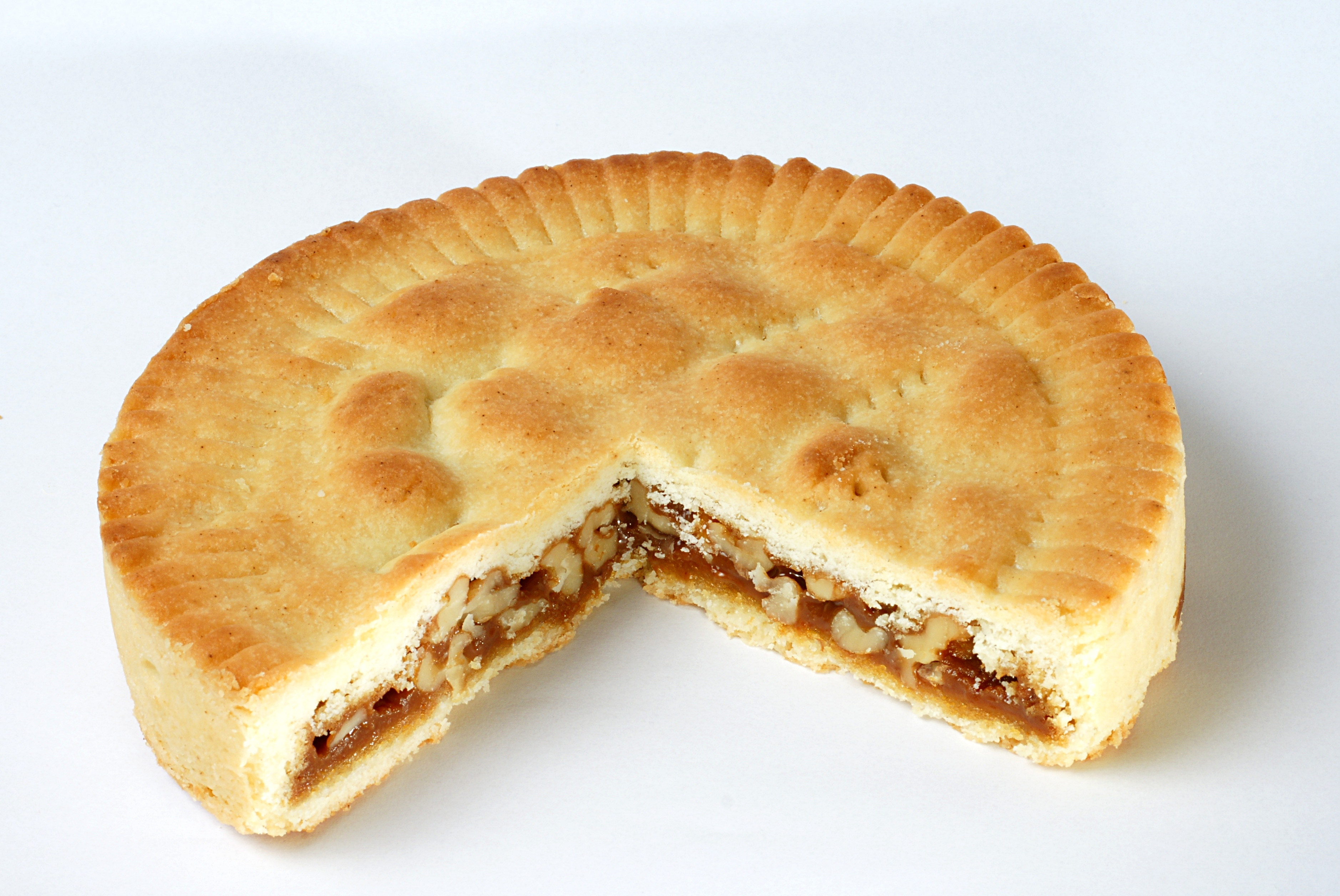
Bündner Nusstorte

- Bündner Nusstorte, dort plněný karamelizovanými vlašskými ořechy, specialita Graubündenu[6]
- Zuger Kirschtorte, dort ochucený třešňovou pálenkou kirsch[7]
- Baarer Räbentorte, dort z mandlové sněhové pusinky[8]
- Engadiner Torte, dort s mandlovou náplní[9]
- Solothurner Torte, ořechový dort s máslovým krémem[10]
- Ochsenauge nebo též vogelnestli, kolečko z křehkého těsta s marmeládou uprostřed
- Vermicelles, dezert z kaštanového pyré
- Carac, plněný košíček z lineckého těsta
- Bündner Torte, pětivrstvý dort kruhového tvaru, často zaměňovaný za Bündner Nusstorte
- Bundesrat Schaffner Torte, pětivrstvý dort kruhového tvaru s průměrem asi 24 cm a výškou asi 8 cm
- Birnbrot a Birnweggen, pečivo plněné sušenými hruškami. Kromě hrušek může náplň obsahovat také rozinky (sultánky), vlašské ořechy a často také fíky a kousky sušených jablek

## Nápoje
- Káva, pije se téměř vždy s mlékem
- Čaj, pije se výhradně bez mléka

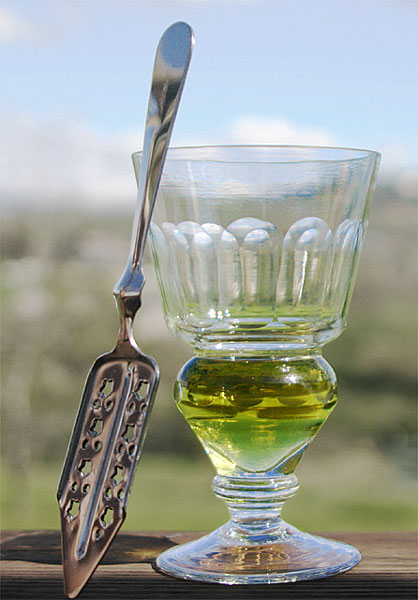
Absint, vznikl ve Švýcarsku

- Rivella, populární šumivá limonáda z mléčné syrovátky
- Ovomaltina, mléčný nápoj s kakaovou příchutí[11]
- Absint, silný nápoj z pelyňku, vznikl ve Švýcarsku
- Víno, v menší míře je rozšířeno vinařství (především v kantonech Valais, Vaud, Ticino a Curych), mezi nejpopulárnější odrůdy vína patří Müller-Thurgau, Chrupka bílá, Rulandské modré nebo Merlot.
- Pivo, populární nápoj, nejčastěji ležák podávaný pouze ve třetince
- Panaché, smíchané pivo s limonádou
- Likéry a pálenky, švestková pálenka se nazývá Pfümli, višňová Kirschwasser, oblíbená je i hrušková.
- Apfelwein, Suure Most, cidre, sidro, alkoholický jablečný mošt